# Casa prodigio

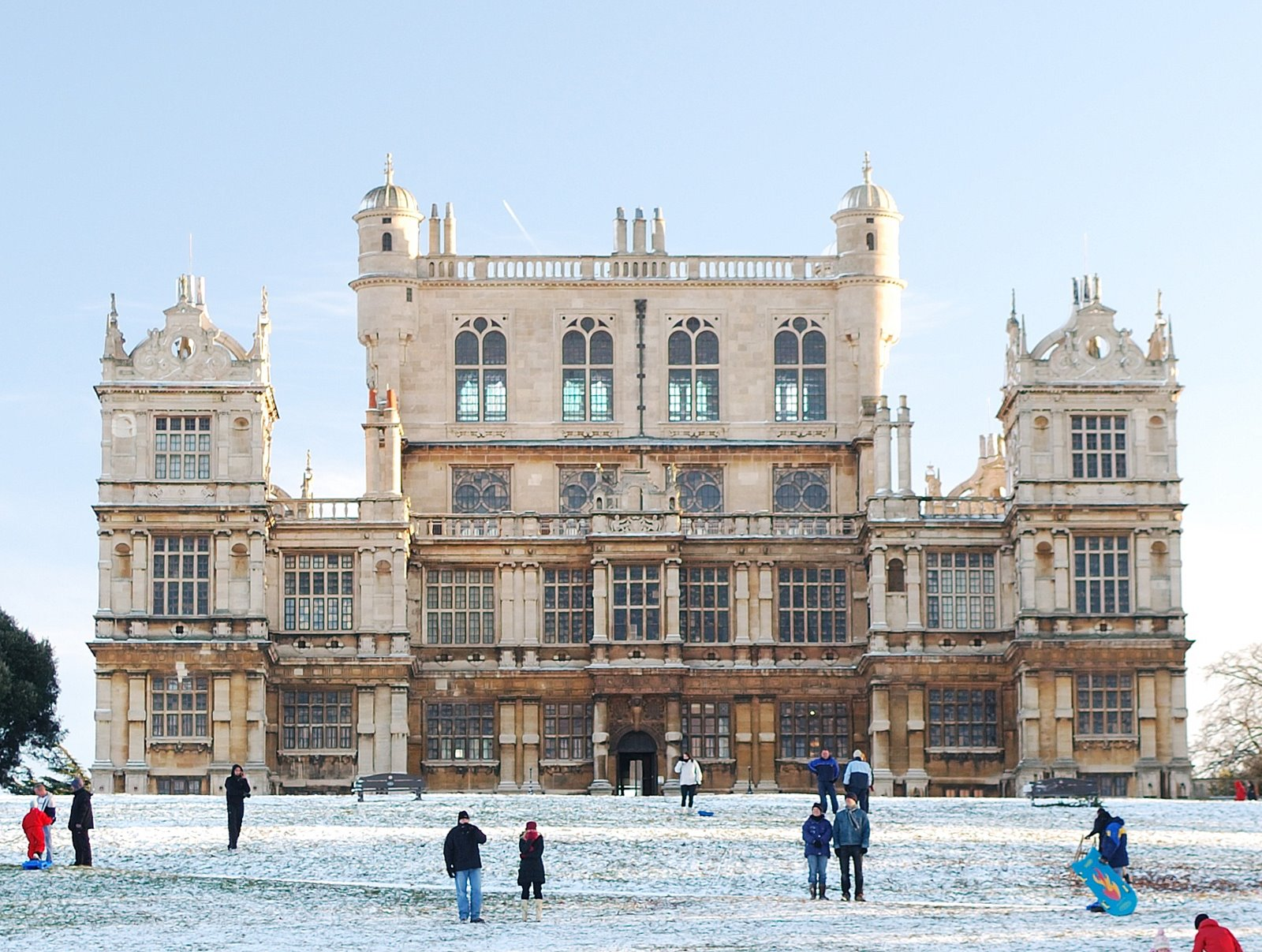
Wollaton Hall, Nottingham

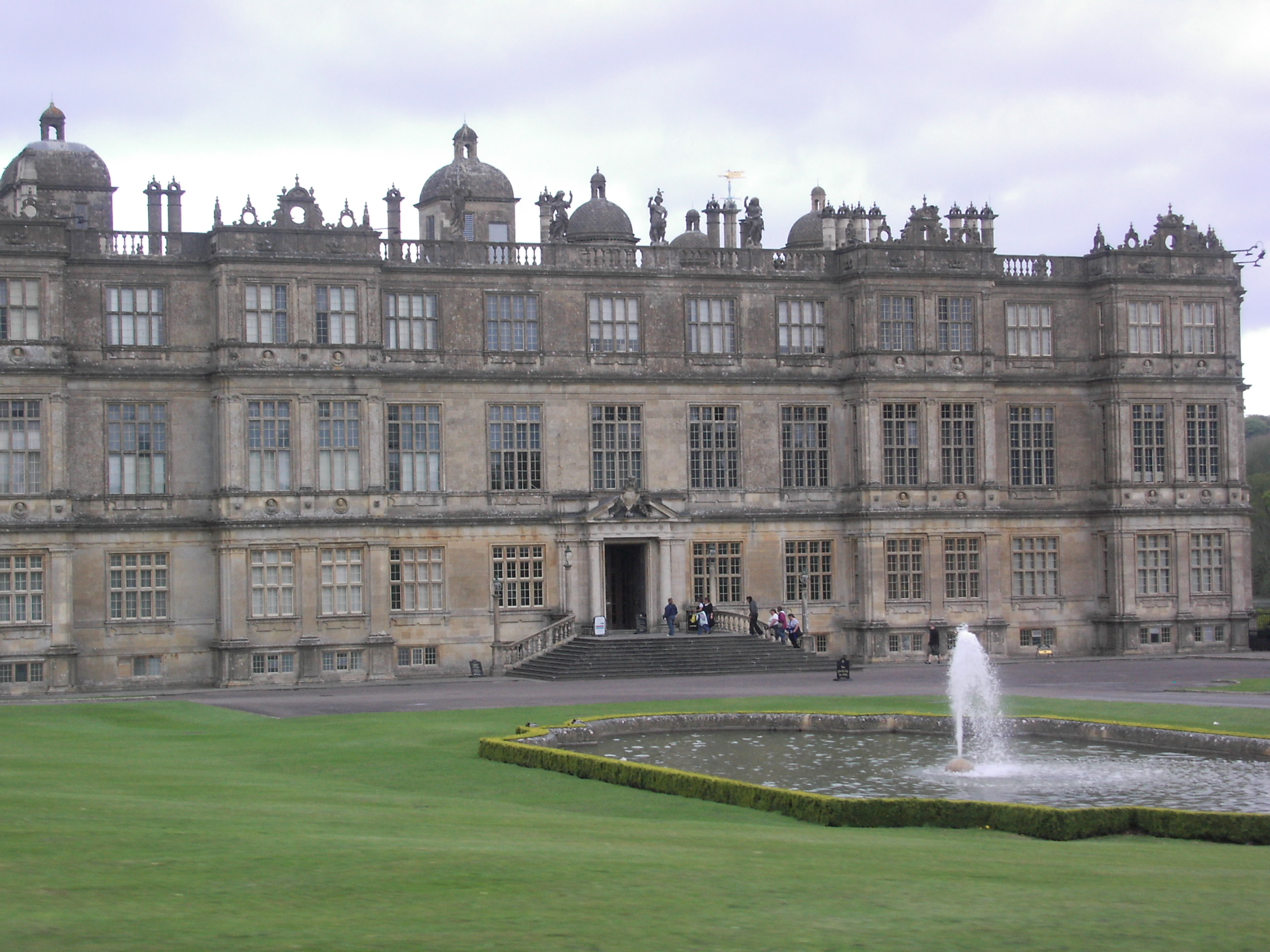
Longleat House, Wiltshire

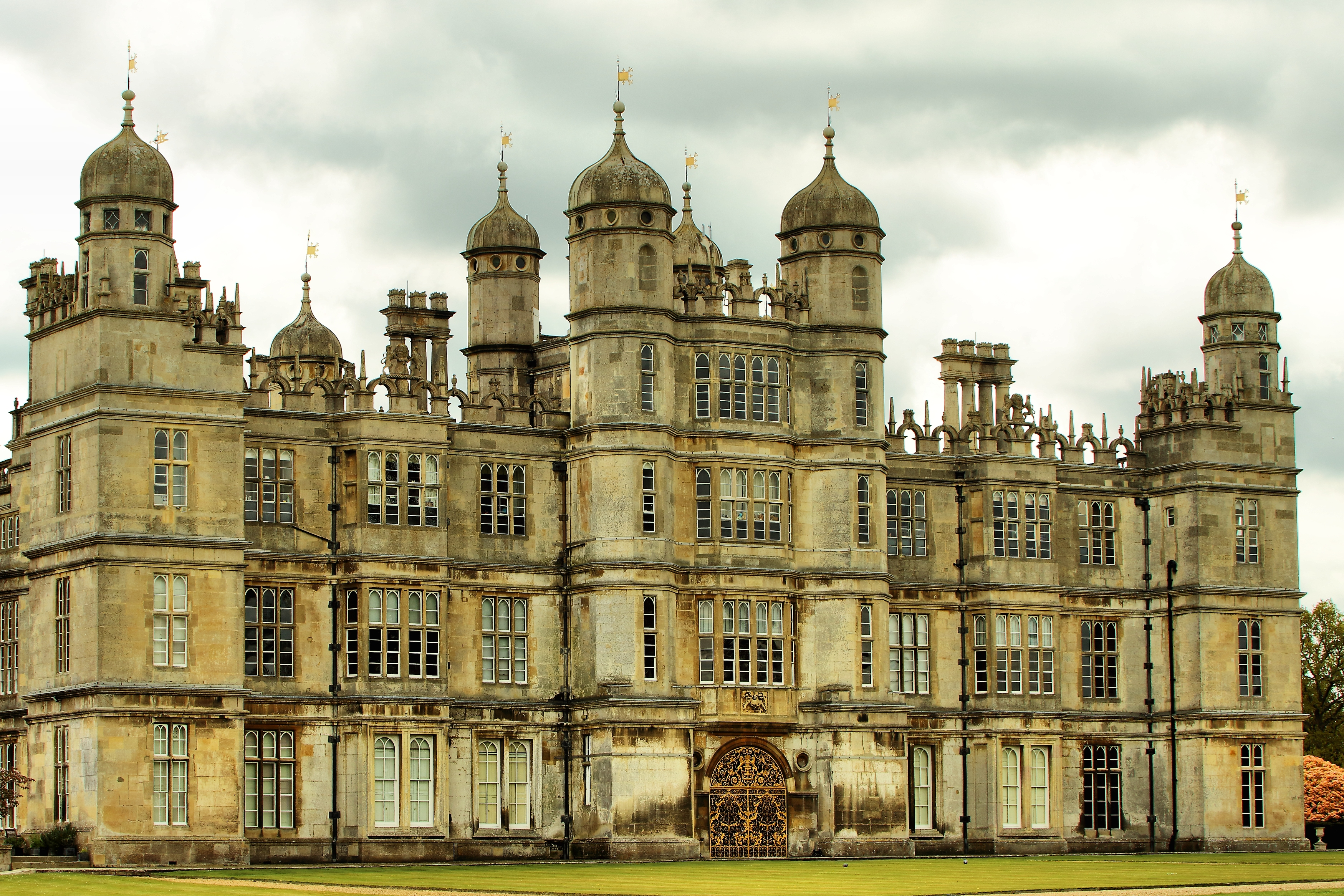
Burghley House, Cambridgeshire

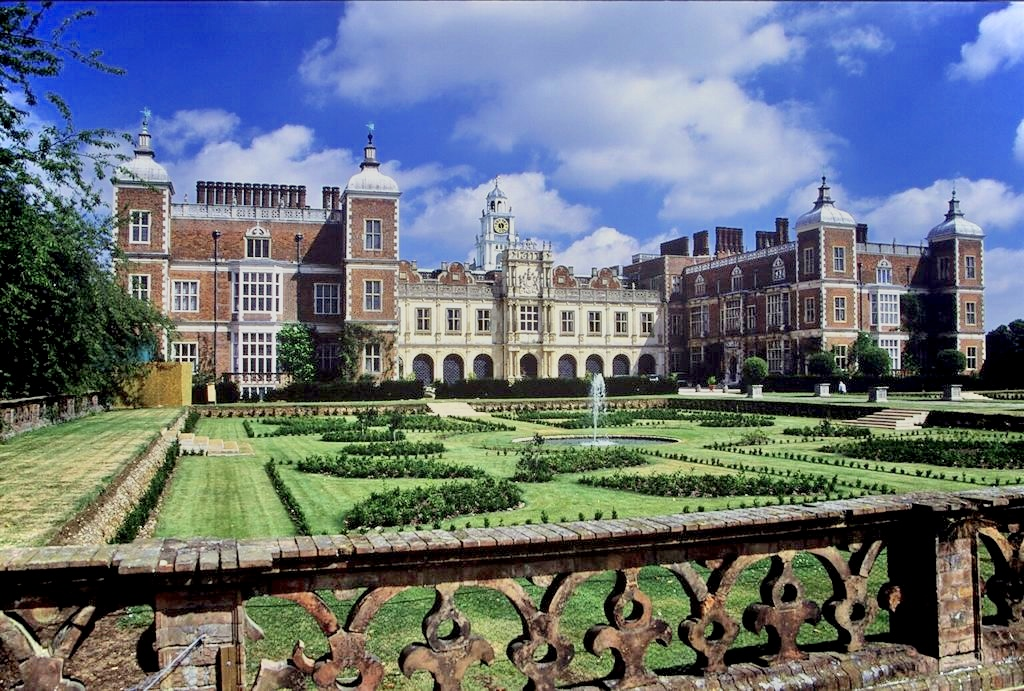
Hatfield House

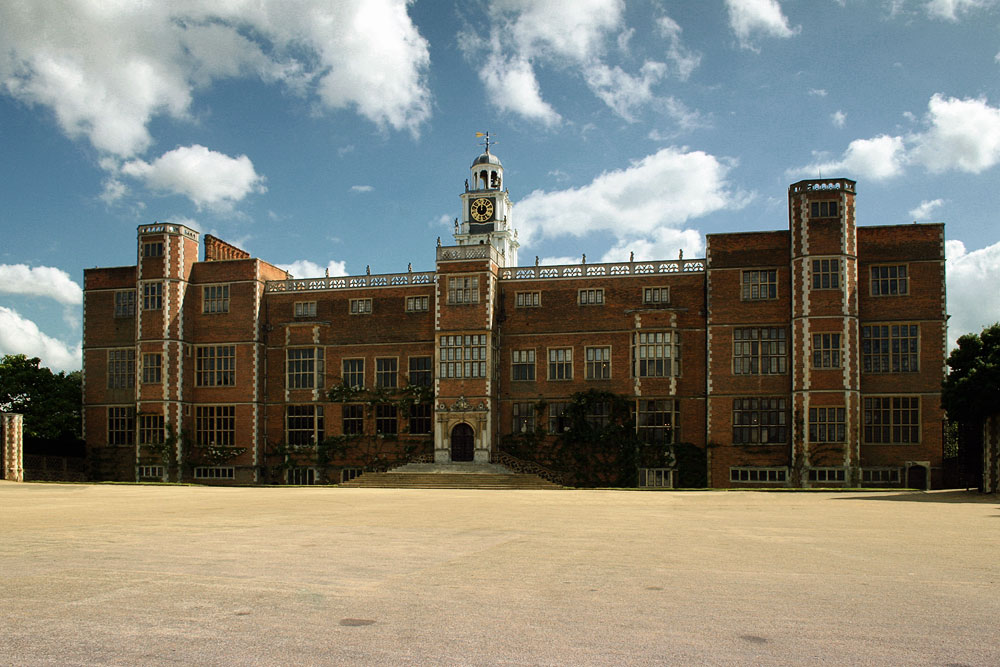
Facciata nord di Hatfield House

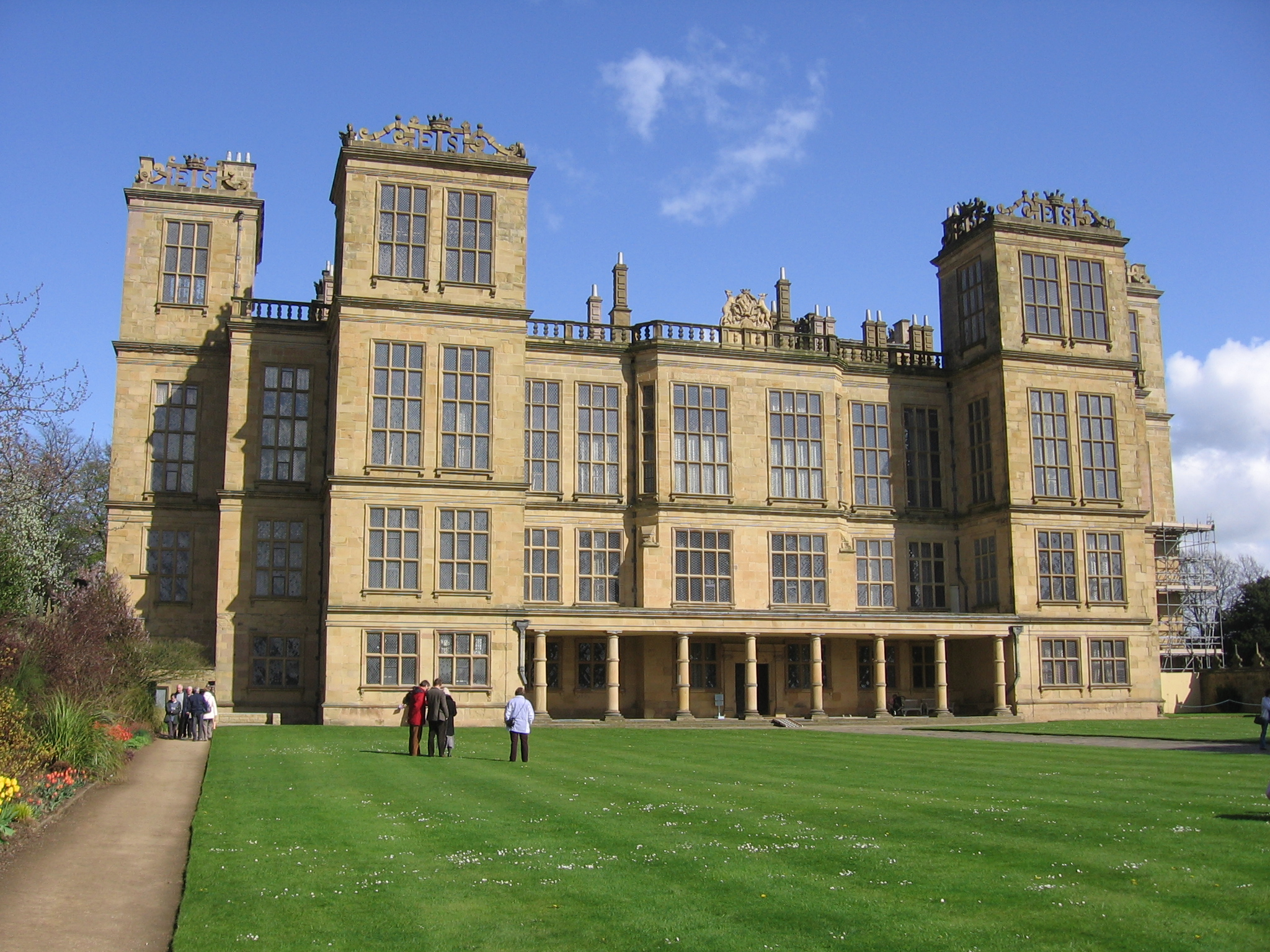
Hardwick Hall, costruita nel 1590–97

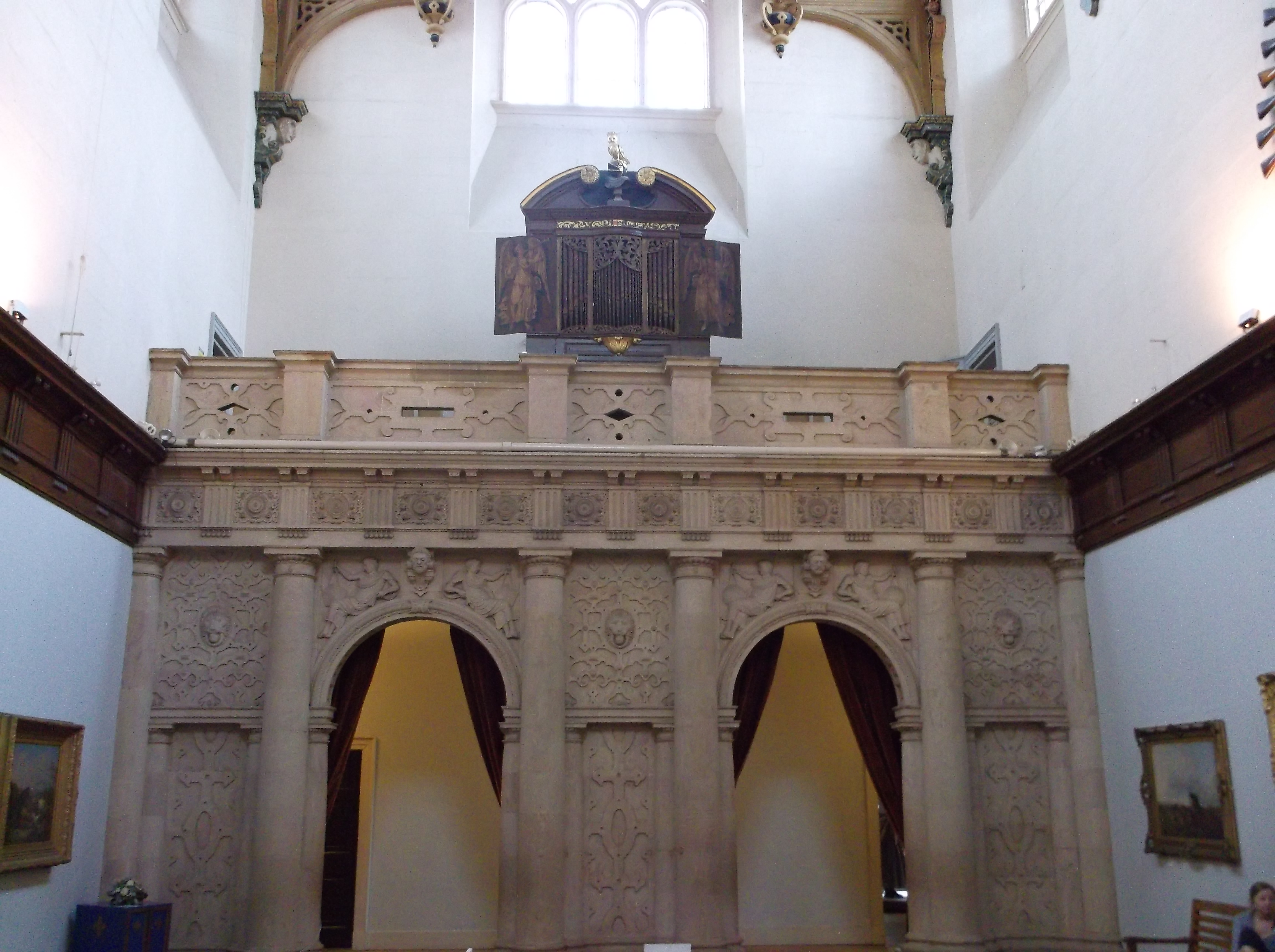
Lo schermo della sala a Wollaton Hall

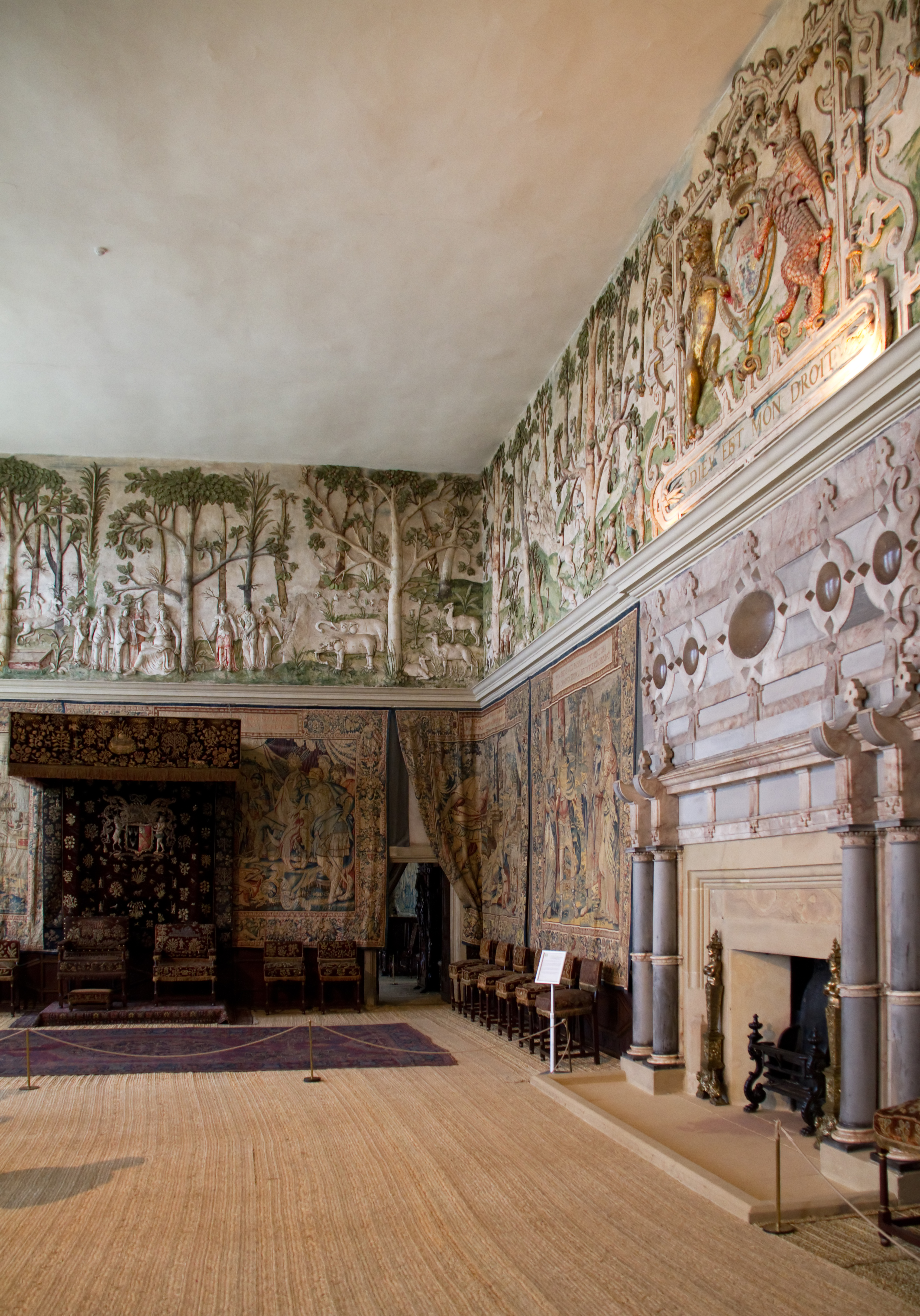
La Grande camera alta all'ultimo piano di Hardwick Hall

Il termine casa prodigio (in inglese prodigy house) indica grandi e appariscenti case di campagna inglesi costruite da cortigiani e altre ricche famiglie, o "palazzi nobili di proporzioni spaventose". o ancora "fieri, ambiziosi ammassi" secondo il gusto. Le case prodigio abbracciano i periodi dell'architettura Tudor, elisabettiana e giacobiana, benché il termine si possa restringere a un periodo centrale grosso modo dal 1570 al 1620. Molti degli edifici più grandiosi erano costruiti nella prospettiva di ospitare Elisabetta I e il suo ampio seguito quando facevano la loro annuale entrata reale per il regno. Molti sono perciò vicini alle strade principali, spesso nelle Midlands inglesi.
Il termine si origina con lo storico dell'architettura Sir John Summerson, ed è stato generalmente adottato. Egli li definiva "...i più audaci di tutti gli edifici inglesi." Le case ricadono all'interno del vasto stile dell'architettura rinascimentale, ma rappresentano una caratteristica interpretazione inglese dello stile, che si affida principalmente ai libri per la sua conoscenza degli sviluppi sul Continente. Andrea Palladio (1508–1580) era già morto prima che le case prodigio raggiungessero il loro apice, ma il suo stile classico più misurato raggiunse l'Inghilterra solo con l'opera di Inigo Jones negli anni 1620. Per l'ornamento, la decorazione manierista nordica francese e fiamminga era più influente di quella italiana.
Elisabetta I percorreva l'Inghilterra meridionale nelle annuali "entrate" estive, soggiornando presso le case di ricchi cortigiani; tuttavia ella non andò mai a nord di Worcester o ad ovest di Bristol, benché verso la fine del suo regno vi fossero molte grandi case oltre questi confini autoimposti. Ci si attendeva che gli ospiti accogliessero la monarca con stile, e fornissero sistemazione sufficiente per circa 150 membri viaggianti della corte, per i quali poteva essere necessario erigere edifici temporanei. Elizabetta non esitava a lamentarsi se riteneva che la sua sistemazione non fosse stata appropriata, e lo fece anche riguardo a due delle più grandi case prodigio, Theobalds House e Old Gorhambury House (ora entrambe distrutte).
In parte per effetto di questo imperativo, ma anche della crescente ricchezza generale, ci fu un boom edilizio elisabettiano, con grandi case costruite egli stli più moderni dai cortigiani, divenuti ricchi grazie all'acquisto di tenute monastiche, che desideravano mostrare la loro ricchezza e il loro status. Una caratteristica era la grande superficie di vetro – un nuovo aspetto che soppiantava il bisogno di mura esterne facilmente difendibili e annunciava la ricchezza di proprietari. Hardwick Hall, per esempio, era descritta proverbialmente come Hardwick Hall, more glass than wall ("Hardwick Hall, più vetro che muro"). Molte altre case prodigio più piccole furono costruite da uomini d'affari e amministratori, come pure da famiglie da tempo affermate della grande e della piccola nobiltà. La grande Doddington Hall (Lincolnshire) fu costruita tra il 1593 e il 1600 da Robert Smythson per Thomas Tailor, che era il cancelliere del Vescovo di Lincoln; "Tailor era un avvocato e perciò ricco," dice Simon Jenkins.
Alcuni usi recenti del termine estendono il significato per descrivere grandi case pretenziose nell'America dei periodi successivi, come le residenze coloniali in Virginia, così descritte per la prima volta da Cary Carson.

## Stile
Sotto molti aspetti lo stile delle case varia notevolmente, ma caratteristiche coerenti sono un amore per il vetro, un'altezza elevata, esterni simmetrici, coerenza tra tutti i lati dell'edificio, una pianta piuttosto squadrata, spesso con padiglioni a torre agli angoli che si innalzano sopra la linea principale un profilo decorato. Nel complesso "...uno strano amalgama di esuberanti pinnacoli e torrette, bifore gotiche native e decorazione rinascimentale." Molte case sono isolate, con scuderie e annessi a una discreta distanza. Il vetro era allora un materiale costoso e il suo uso su larga scale una dimostrazione di ricchezza. Le grandi finestre richiedevano bifore, normalmente in pietra anche in case principalmente in mattoni. Per la struttura principale, si preferisce la pietra, spesso come rivestimento sui mattoni, ma alcuni edifici usano per lo più, ad esempio Hatfield House, seguendo il precedente di Hampton Court e altre case anteriori. Benché ci fossero spesso reminiscenze del castello medievale, le case erano eccezionalmente prive di difese, rispetto agli equivalenti contemporanei italiani e francesi.
Avere due cortili interni, che richiedevano un edificio molto grande, era uno status symbol,  che si trova ad Audley End, Blickling Hall e altri. Alla fine del periodo elisabettiano questo stile diffuso, sviluppando essenzialmente la forma di edifici tardo medievali come Knole nel Kent (che ha un totale di 7 cortili), e molti college di Oxbridge, stava cedendo il passo a strutture alte più compatte con una pianta strutturale coerente e drammatica, che rendesse visibile l'intera forma dell'edificio all'esterno della casa. Hardwick Hall, Burghley House e, su scala ridotta, Wollaton Hall, esemplificano questa tendenza. Gli esterni fuori della casa sono più decorati degli esterni interni come i cortili, l'inverso della priorità abituale nelle case medievali. Le comuni piante a forma di E e H, che in effetti incorporavano un'imponente portineria nella facciata principale, anziché collocarla dall'altra parte di un cortile iniziale, aumentavano la visibilità delle parti più grandiosamente decorate dell'esterno.
Gli ordini classici erano spesso usati come decorazione, impilati uno sopra l'altro nei piani sopra l'ingresso principale. Ma, con alcune eccezioni come Kirby Hall, le colonne erano limitate a tali caratteristiche individuali; in altri edifici come la Biblioteca Bodleiana simili "Torri dei Cinque Ordini" siedono al centro di facciate francamente gotiche. A Longleat e Wollaton si utilizzano pilastri poco profondi sulle facciate. Un bigino, The First and Chief Grounds of Architecture ("I cinque e principali fondamenti dell'Architettura") di John Shute (1563), era stato commissionato o sponsorizzato dal "Protettore Somerset", John Dudley, I duca di Northumberland, ed è registrato nelle biblioteche di molti importanti clienti dell'edilizia, insieme all'Architettura di Sebastiano Serlio, inizialmente in italiano o un'altra lingua fino al 1611, quando Robert Peake pubblicò quattro dei volumi in inglese. I libri sull'ornamento, abbondantemente illustrati, dell'olandese Hans Vredeman de Vries (dagli anni 1560 in poi) e del tedesco Wendel Dietterlin (1598) fornirono gran parte dei dettagli decorativi come l'intreccio. È evidente dalle lettere sopravvissute che i cortigiani avevano un interesse forte e competitivo in materia di architettura.

## Interni
All'interno, la maggior parte delle case avevano ancora una grande sala in stile medievale, spesso con uno schermo di pietra o di legno a un'estremità. Ma questo era usato per mangiare solo da domestici, tranne che in occasioni speciali. La stanza principale per la famiglia dove mangiare e vivere era la grande camera, di solito al primo piano (sopra il piano terra), una continuazione degli sviluppi tardomedievali. Nel XVI secolo veniva di solito aggiunta una stanza per ritirarsi tra la grande camera e la camera da letto principale, oltre alla lunga galleria. Il salotto era un altro nome per una stanza più privata, e sempre più spesso ce n'erano numerose in case più grandi, dove i parenti stretti ora di solito mangiavano, e dove potevano ritirarsi del tutto nella stagione fredda. Anche se il primo corridoio moderno in Inghilterra fu probabilmente costruito in questo periodo, nel 1579, rimasero rari, e le case continuarono ad avere la maggior parte delle stanze accessibili solo attraverso altre stanze, con gli spazi più intimi della famiglia all'estremità di un appartamento.
Le scale diventarono larghe ed elaborate, e normalmente fatte di quercia; Burghley e Hardwick sono eccezioni usando la pietra. Il nuovo concetto di una lunga galleria di grandi dimensioni era uno spazio importante, e molte case avevano spazi per intrattenere al piano superiore, sia che si trattasse di piccole stanze in torri sul tetto, o di stanze molto grandi all'ultimo piano di Hardwick e Wollaton. Nel frattempo, i domestici vivevano al piano terra. Questo potrebbe essere visto come un ricordo persistente del castello medievale, dove gli spazi domestici erano spesso posti sopra la soldatesca, e i punti di osservazione erano altamente funzionali, ed è una caratteristica che raramente si trova nelle successive case di grandi dimensioni per due secoli o più. A Hardwick le finestre aumentano di dimensioni man mano che i piani si alzano, riflettendo il rango crescente delle stanze. In parecchie case il tetto stesso in gran parte piatto faceva parte degli spazi di accoglienza, con le case per banchetti nelle torri accessibili solo dai "canali" e una disposizione che permetteva di passeggiare per ammirare le vedute.

## Architetti
I progettisti sono spesso poco chiari, e le figure principali hanno una provenienza in una delle specializzazioni dell'edilizia. Talvolta i proprietari ebbero un ruolo nel progetto dettagliato, benché l'età dell'architetto amatoriale gentiluomo venne perlopiù in seguito. Pochi disegni originali sopravvivono, benché ce ne siano alcuni dell'architetto-muratore Robert Smythson (1535-1614) che era una figura importante; molte case mostrano almeno la sua influenza. Robert Lyminge fu responsabile di Hatfield e Blickling. John Thorpe pose la prima pietra di Kirby Hall a sei anni aveva (suo padre era capomuratore, e spesso ai bambini si chiedeva di eseguire questo rituale) ed è associato a Charlton House, Longford Castle, Condover Hall e all'originale Holland House e forse a Rushton Hall e Audley End. La domanda di abili costruttori anziani, in grado progettare e dirigere progetti o parti di essi, superava l'offerta e, almeno nelle case più grandi, sembra che abbiano avuto di solito moltissima libertà nel decidere il progetto effettivo da parte dei loro clienti principalmente assenti.

## Storia

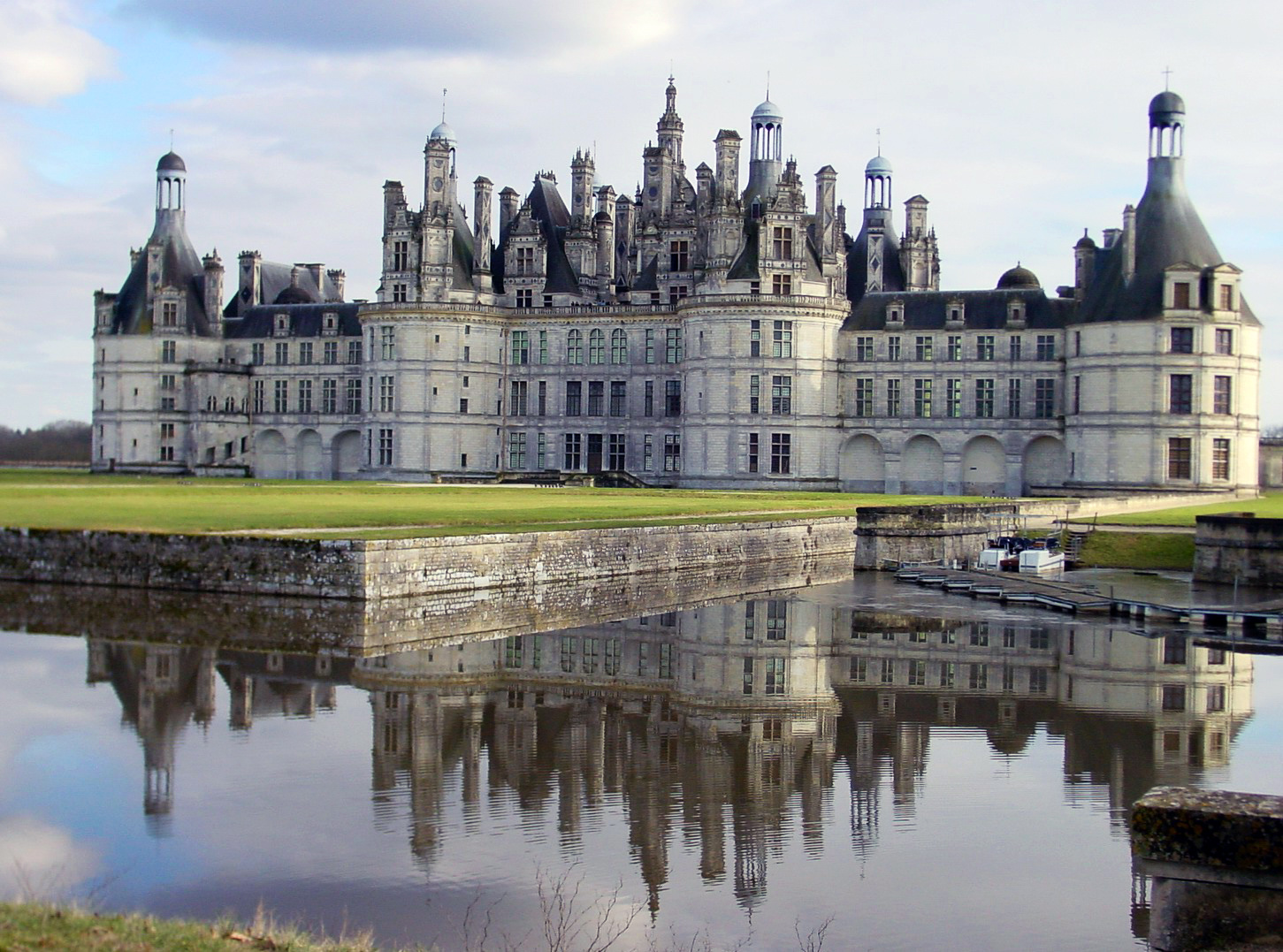
Castello di Chambord di Francesco I di Francia (costruito 1519–1547)

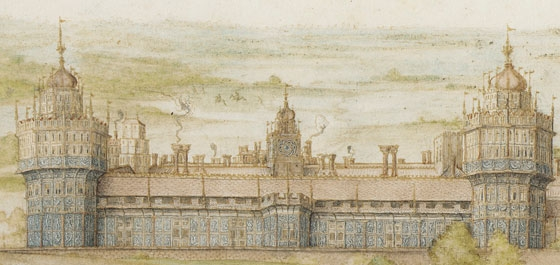
Dettaglio dell'acquarello del 1568 di Georg Hoefnagel della facciata sud di Nonsuch Palace

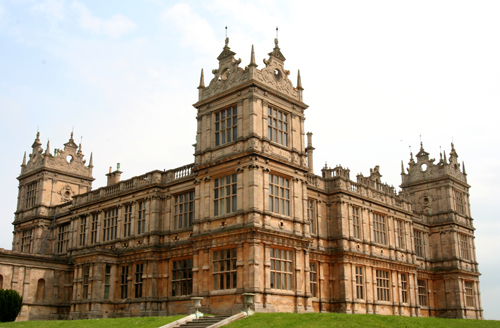
Mentmore Towers, 1852-54

Si potrebbe dire che la prima "casa prodigio" fosse il Richmond Palace di Enrico VII, completato nel 1501 ma ora distrutto, eppure come palazzo reale essa non si adatta strettamente alla definizione. L'Hampton Court Palace, costruito dal cardinale Wolsey ma acquisito dal re durante la sua caduta in disgrazia, è certamente uno dei primi esempi completi di questa tipologia. La tendenza ad utilizzare questo stile ormai consolidato continuò attraverso i regni di Enrico VIII, Elisabetta, e per tutto il regno di Giacomo I, quando raggiunse il suo apice. Enrico stesso fu un costruttore prolifico, anche se poche costruzioni di quel periodo sono giunte Dino a noi, ma la prudente Elisabetta (come i suoi fratelli) non costruì nulla da sola, invece incoraggiò i suoi cortigiani a "... costruire su una scala che in passato sarebbe stata vista come una minaccia dinastica."
Altri vedono l'originale Somerset House nello Strand (Londra) come la prima casa prodigio, o almeno il primo tentativo inglese in uno stile interamente e coerentemente classico. Con alcuni altri castelli della Valle della Loira, il Castello di Chambord di Francesco I di Francia (costruito nel 1519-1547) aveva molte caratteristiche delle case inglesi e certamente influenzò il Nonsuch Palace di Enrico VIII.
Famiglie politiche importanti come i Cecil e i Bacon erano costruttori seriali di case. Queste famiglie di recente ascesa erano in genere i costruttori più frenetici. I siti erano scelti per la loro potenziale convenienza per le entrate reali, piuttosto che essere il centro delle proprietà terriere, di cui si occupavano agenti o qualsiasi base di potere politico locale.
Il termine casa prodigio cessa di essere utilizzato per le case costruite dopo il 1620 circa. Nonostante alcune caratteristiche di case più rigorosamente classiche come la Wilton House (ricostruzione iniziata nel 1630) che continuano quelle della casa prodigio, il termine non è usato per esse. Molto più tardi case come Houghton Hall e Blenheim Palace mostrano una persistente passione per gli elementi dello stile prodigio del XVI secolo.
Nel XIX secolo cominciarono le rinascite giacobettiane, in modo più spettacolare ad Harlaxton Manor, che Anthony Salvin iniziò nel 1837. Questo riesce a conferire una spavalderia barocca al vocabolario del Manierismo nordico. Mentmore Towers, di Joseph Paxton, è un'enorme rinascita di uno stile alla Smythson, e come Westonbirt Hous (Lewis Vulliamy, anni 1860) e Highclere Castle (Sir Charles Barry, 1839-42, l'ambientazione di Downton Abbey), è una specie di Wollaton gonfiata. La Sandringham House reale a Norfolk include elementi prodigio nei suoi stili misti.
Molte delle case furono successivamente demolite, durante la Guerra civile inglese o in altre epoche, e molte furono soffocate dalla ricostruzione successiva. Ma il periodo mantenne un prestigio, specialmente per le famiglie che durante la sua esistenza salirono alla ribalta, e in molte almeno gli esterni furono in gran parte mantenuti. I frontespizi nord di The Vyne e Lyme Park sono esempi di un miscuglio leggermente incongruo di elisabettiano e palladiano in un'unica facciata.

## Critiche
Le case attirarono critiche fin dall'inizio, sorprendentemente spesso dai loro proprietari. La lusinghiera poesia To Penshurst (A Penshurt) di Ben Jonson (1616) contrappone Penshurst Place, una grande e importante casa tardomedievale che fu ampliata in uno stile simile sotto Elisabetta, alle case prodigio:
(Ben Jonson, A Penshurst)

## Alternative

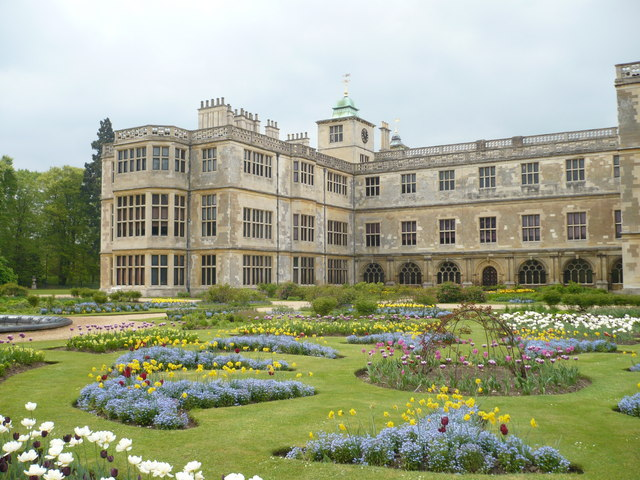
Il retro di Audley End

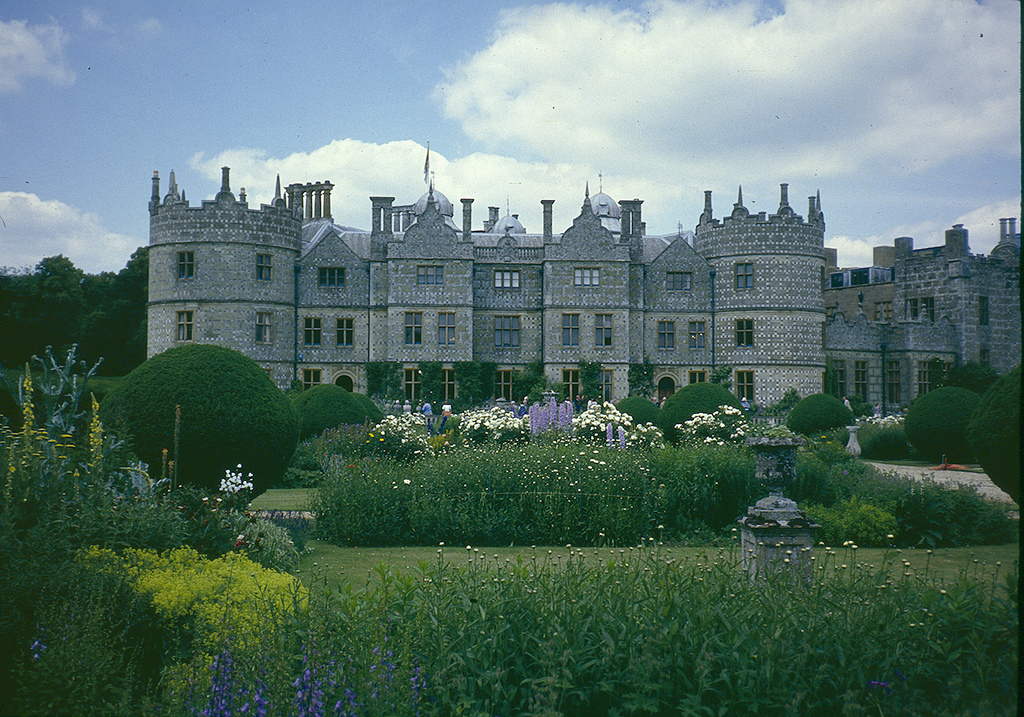
Longford Castle, costruita su una pianta triangolare

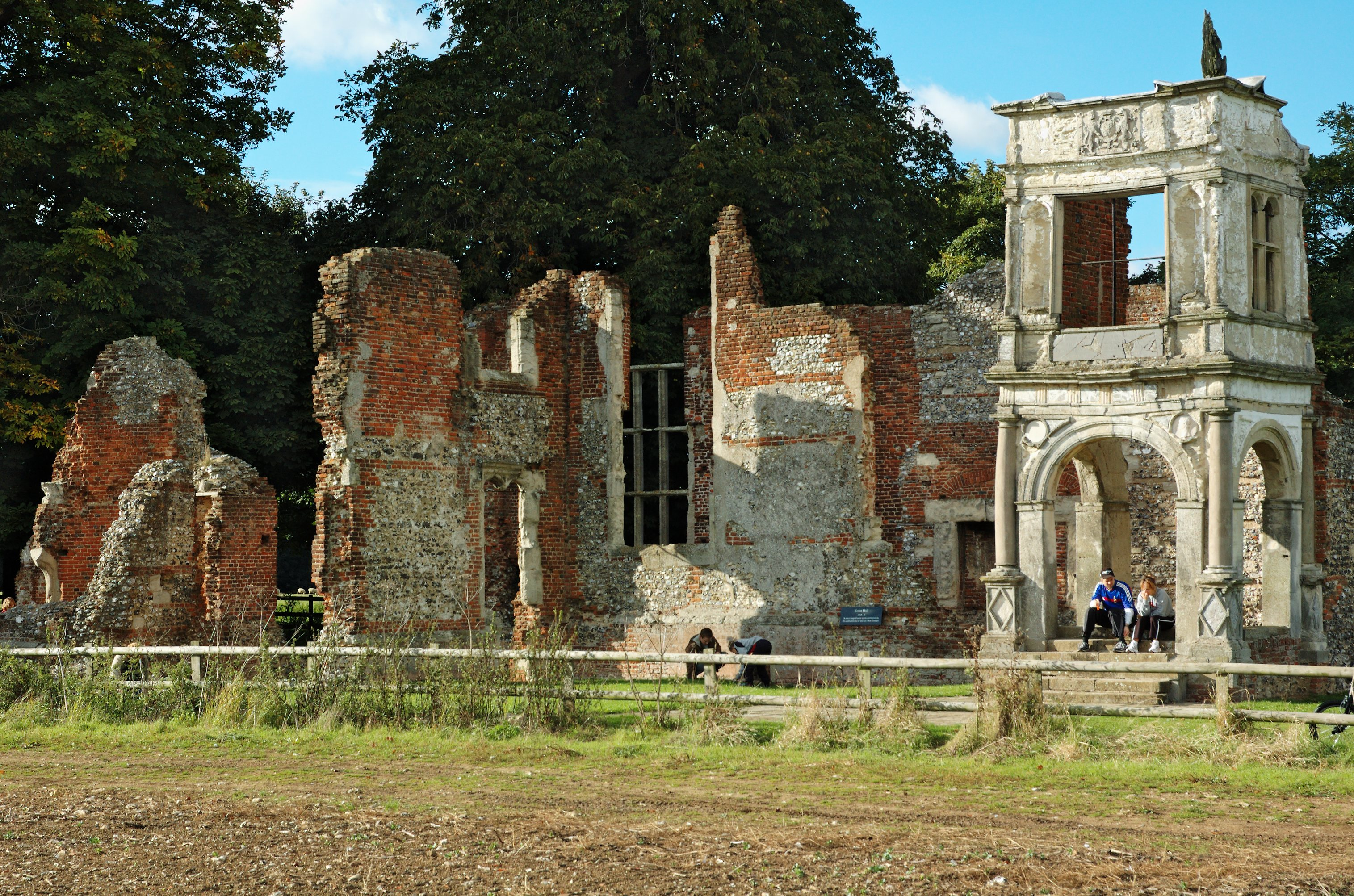
Le rovine di Old Gorhambury House

Anche se lo stile divenne dominante per le case molto grandi dal 1570 circa, c'erano alternative. A Kenilworth Castle, Robert Dudley, I conte di Leicester non voleva perdere le storiche associazioni reali del suo edificio, e dal 1563 lo modernizzò e lo ampliò per armonizzare il vecchio e il nuovo, benché le estensioni di vetro impressionassero ancora i Midlanders. Bolsover Castle, Broughton Castle, Haddon Hall e Carew Castle, in Galles, furono altri ampliamenti solidali di un castello medievale. Lo stile a graticcio vernacolare mantenne una certa popolarità per le case signorili come Speke Hall e Little Moreton Hall, per lo più in aree prive di buona pietra da costruzione.
In precedenza, Compton Wynyates (iniziata intorno al 1481, notevolmente ampliata nel 1515-1525) era un miscuglio decisamente asimmetrico di stili essenzialmente medievali, tra cui un'intelaiatura sporgente a graticcio sui frontoni della facciata. Si annida anche in una conca, come facevano spesso le case medievali, evitando il peggio del vento. Al contrario, le case prodigio, come i castelli prima di esse, spesso sceglievano deliberatamente i siti esposti dove potevano dominare il paesaggio (Wollaton, Hardwick); i loro proprietari per lo più non prevedevano di essere lì in inverno.

## Esempi

### Essenzialmente intatte
(specialmente all'esterno)
Burghley House, Lincolnshire
Longleat House, Wiltshire
Hatfield House
Wollaton Hall, Nottingham
Hardwick Hall, Derbyshire
Longford Castle, Wiltshire
Castle Ashby House, Northamptonshire
Montacute House, Somerset
Bramshill House, Hampshire
Aston Hall, Birmingham
Charlton Park, Wiltshire
Barrington Court, Somerset, prima pianta ad E elisabettiana
Astley Hall, Chorley, Lancashire
Doddington Hall, Lincolnshire
Fountains Hall, North Yorkshire, costruita con pietra proveniente dall'Abbazia di Fountains accanto
Charlton House, Londra, relativamente modesta, per ospitate il giovane figlio di Giacomo I
East Barsham Manor, Norfolk
Burton Constable Hall, Yorkshire (esterno)

#### Primi esempi enriciani
Hampton Court Palace
Hengrave Hall, Suffolk
Sutton Place, Surrey

### Parzialmente distrutte
Audley End House, Essex, parzialmente distrutta
Kirby Hall, Northamptonshire, rivestimento parzialmente distrutto
Layer Marney Hall, Essex, enriciana e solo parzialmente costruita
Berry Pomeroy, Devon, costruita dai Seymour ma mai completata

### Ora distrutte
Nonsuch Palace, Surrey, un palazzo reale di Enrico VIII, ora distrutto
Theobalds House
Holdenby House
Old Gorhambury House, Hertfordshire
Worksop Manor
Rocksavage, Cheshire
Wimbledon House
Oxwich Castle, West Glamorgan, rimangono consistenti rovine

### Ulteriori letture
- Mark Girouard, Montacute House, Somerset (1964); Robert Smythson and the Architecture of the Elizabethan Era (1966); Hardwick Hall (1976);  Robert Smythson and the Elizabethan Country House (1983); Elizabethan Architecture: Its Rise and Fall, 1540–1640 (2009)